# Antigius butleri
Antigius butleri är en fjärilsart som beskrevs av Fenton 1881. Antigius butleri ingår i släktet Antigius och familjen juvelvingar. Inga underarter finns listade i Catalogue of Life.

## Bildgalleri

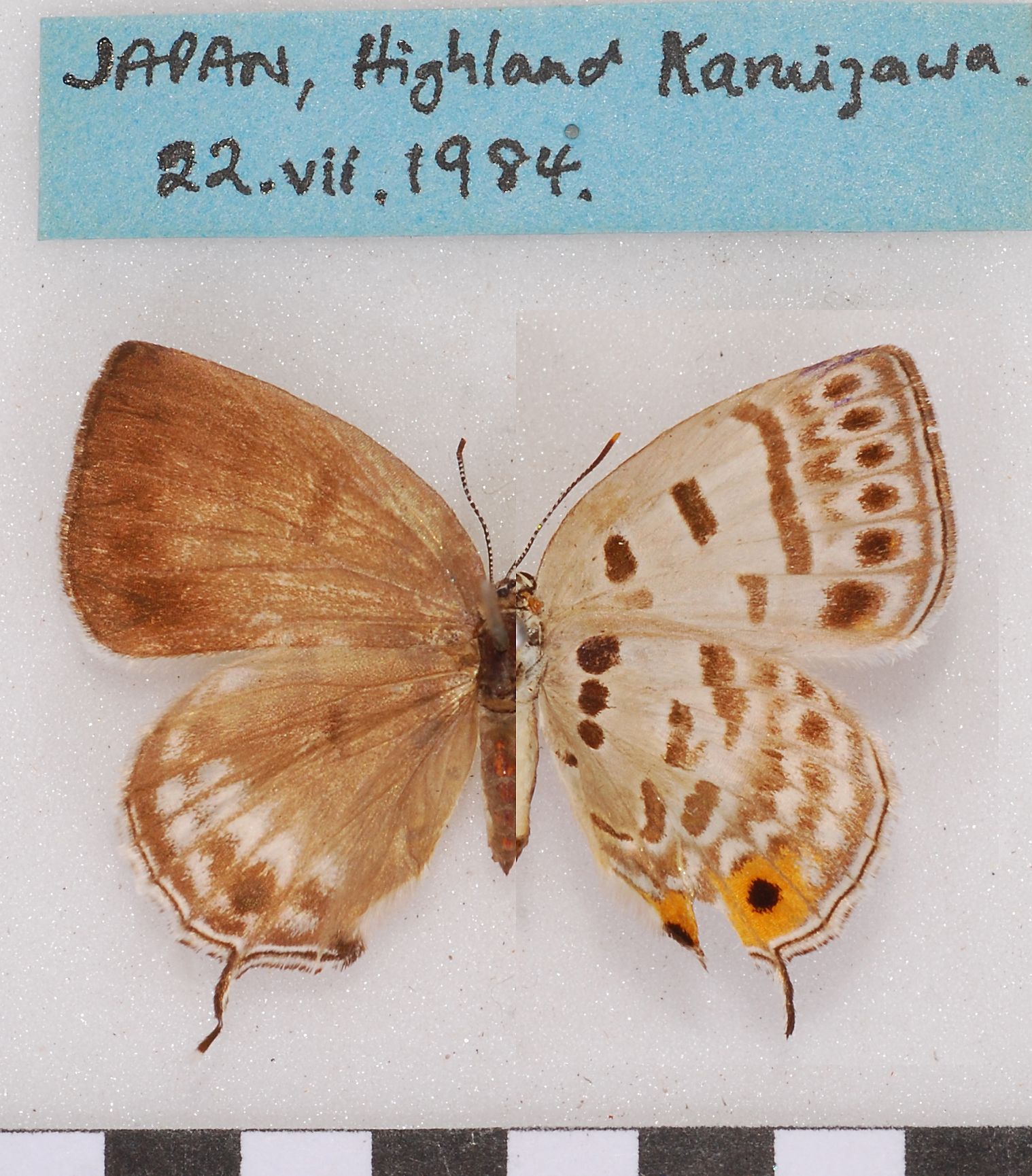